# Gheorghe Tătaru
Gheorghe Tătaru (Bucarest, 5 maggio 1948 – Iași, 19 dicembre 2004) è stato un calciatore rumeno, di ruolo attaccante.

## Carriera

### Club
Ha giocato nella prima divisione rumena.

### Nazionale
Con la Nazionale rumena ha preso parte ai Mondiali 1970.

## Palmarès
- Campionato rumeno: 1

Steaua Bucarest: 1967-1968
- Coppa di Romania: 3

Steaua Bucarest: 1968-1969, 1969-1970,  1970-1971
- Capocannoniere della Divizia A: 1

1970-1971 (15 gol)